# Station Pszczyna
Station Pszczyna is een spoorwegstation in de Poolse plaats Pszczyna.